# Горња Ђоновица
Горња Ђоновица (мкд. Горна Ѓоновица) је насељено место у Северној Македонији, у северозападном делу државе. Горња Ђоновица припада општини Гостивар.

## Географски положај
Насеље Горња Ђоновица је смештено у северозападном делу Северне Македоније. Од најближег већег града, Гостивара, насеље је удаљено 14 km јужно.
Горња Ђоновица се налази у горњем делу историјске области Полог. Насеље је положено на северним падинама планине Буковик. Испод насеља протиче речица Лакавица, прва значајнија притока Вардара. Надморска висина насеља је приближно 820 метара.
Клима у насељу је планинска.

## Историја
Почетком 20. века Горња Ђоновица је била насељена православним Словенима, све верницима Српске православне цркве.

## Становништво
По попису становништва из 2002. године Горња Ђоновица је имала 8 становника.
Претежно становништво у насељу су етнички Македонци (100%). 
Већинска вероисповест у насељу је православље. 